# احمد عبدالعزیز عز
احمد عبدالعزیز عز (عربی: أحمد عز؛ زادهٔ ۱۲ ژانویهٔ ۱۹۵۹) سیاست‌مدار و کارآفرین اهل مصر است، که در سال ۱۹۹۷ شرکت عز استیل را تأسیس کرد.